# Li Chunyang
Li Chunyang (kinesiska: 李 春陽), född den 2 februari 1968, är en kinesisk gymnast.
Han tog OS-silver i lagmångkampen i samband med de olympiska gymnastiktävlingarna 1992 i Barcelona.